# Чемпионат Европы по самбо 1986
VI Чемпионат Европы по самбо прошёл в Ленинграде 17-18 мая  1986 года. В соревнованиях приняли участие спортсмены восьми стран: СССР, Франция, Болгария, Испания, Италия, Нидерланды, Швейцария, Великобритания.

## Медалисты
| Весовая категория | Золото                   | Серебро                | Бронза                                             |
| ----------------- | ------------------------ | ---------------------- | -------------------------------------------------- |
| до 48 кг          | Василий Пудиков · СССР   | Димитар Димитров · НРБ |                                                    |
| до 52 кг          | Алмас Мусабеков · СССР   | Д. Суарес · Франция    | Д. Радонов · НРБ                                   |
| до 57 кг          | Антон Новиков · СССР     | И. Моссе · Франция     | Н. Крыстев · НРБ П. Кён · Швейцария                |
| до 62 кг          | Кахрамон Нуралиев · СССР | К. Мартинес · Франция  | Э. Арригала · Испания Иван Нетов · НРБ             |
| до 68 кг          | Владимир Япринцев · СССР | Д. Жуан · Франция      | Хорхе Боканегра · Испания Валентин Цочев · НРБ     |
| до 74 кг          | Эркин Халиков · СССР     | Стоян Начев · НРБ      | Джон Идаррета · Испания Паскаль Морено · Франция   |
| до 82 кг          | Гурам Черткоев · СССР    | Дидье Дуру · Франция   | Жулен Идаррета · Испания Эд Касперс · Нидерланды   |
| до 90 кг          | Виктор Чингин · СССР     | Митко Стоянов · НРБ    | Р. Афонсо · Испания Джорджо Ди Алессандро · Италия |
| до 100 кг         | Владимир Гурин · СССР    | Даме Стойков · НРБ     | Арно Базин · Франция Х. Торо · Испания             |
| свыше 100 кг      | Геннадий Чесноков · СССР | Минчо Петков · НРБ     | Ф. Ноэль · Франция                                 |

### Командный зачёт
1. СССР;
2. НРБ;
3. Франция;